# NGC 3946
NGC 3946 est une galaxie lenticulaire située dans la constellation du Lion. NGC 3946 a été découverte par l'astronome français Guillaume Bigourdan en 1886.

## Caractéristiques
Sa vitesse par rapport au fond diffus cosmologique est de 6 923 ± 23 km/s, ce qui correspond à une distance de Hubble de 101,1 ± 7,2 Mpc (∼330 millions d'al).
Selon la base de données Simbad, NGC 3946 est une galaxie LINER, c'est-à-dire une galaxie dont le noyau présente un spectre d'émission caractérisé par de larges raies d'atomes faiblement ionisés.